# 市川健夫
市川 健夫（いちかわ たけお、1927年9月5日 - 2016年12月7日）は、日本の地理学者（人文地理学・地誌学）。学位は、理学博士。地域学としての『信州学』の提唱者として知られる。

## 略歴
長野県上高井郡小布施村生まれ。旧制須坂中学（長野県須坂高等学校）を経て、東京高等師範学校文科第四部卒業。長野県都住村立都住中学校教諭、長野県須坂西高等学校教諭、長野県長野高等学校教諭、長野県総務部事務吏員長野県政史編纂、東京学芸大学助教授、教授、信州短期大学教授、学長、名誉学長、長野県県文化財保護審議会長、長野県立歴史館館長などを歴任する。東京学芸大学名誉教授、信州短期大学名誉教授。秋山郷常民大学学長。
学位論文｢日本の中央高地における高冷地農業の諸類型｣で東京教育大学より理学博士の学位を取得。学位論文の主査は青野壽郎が務めた。
｢日本のブナ帯文化｣の研究により第9回風土研究賞。第5回NHK地方放送文化賞。2010年春の叙勲、教育研究・文化財保護功労で瑞宝小綬章。小布施町名誉町民。民間団体「東京にサケを呼ぶ会」初代会長。
2016年12月7日、肺炎のため死去。

## 研究
日本をはじめとする各地の風土と文化の関連性の研究で著名である。日本の各地域を見てみると、風土によって生活や文化が大きく異なる。その違いが現れる過程をたどると、人々は風土に適応し、時にはそれに対応しながら、歴史的に独自の地域文化を形成し、個性的な生活様式を確立してきた。例えば民家をみると、各地域から産出する原材料の違いによって、屋根の造りや、勾配などが大きく異なる。農産物をみても、焼畑に適した地域では、常畑よりも焼畑に適した赤カブが栽培され、その加工品を販売するため、付加価値の高い商品作物として栽培されている。また、木彫りの仏像の木材にも、地域特産の木材が用いられている。このように、生活・生産の両面から宗教・民俗行事の精神面に至るまで、日本人は風土と深く関わっているという考えを提唱した。

## 著書
- 『平家の谷-秘峡秋山郷』令文社、1961
- 『高冷地の地理学』令文社、1966
- 『日本のサケ-その文化誌と漁』日本放送出版協会、1977
- 『風土の中の衣食住』東京書籍、1978
- 『雪国文化誌』日本放送出版協会、1980
- 『日本の馬と牛』東京書籍、1981
- 『雪国地理誌』銀河書房、1984
- 『日本のブナ帯文化』朝倉書店、1984
- 『フィールドワーク入門-地域調査のすすめ』古今書院、1985
- 『ブナ帯と日本人』講談社、1987
- 『信州学ことはじめ』第一法規出版、1988
- 『山と木と日本人』日本放送出版協会、1989
- 『日本の風土と文化』古今書院、1991
- 『信州学入門-山国の風土と暮らし』信濃教育出版、1991
- 『森と木のある生活』白水社、1992
- 『日本の四季と暮らし』古今書院、1993
- 『信州学ノート-日本の屋根の風土学』信濃教育出版、1994
- 『風土発見の旅』古今書院、1995
- 『日本アルプスと上高地-日本を知る』大巧社、1998
- 『日本の食風土記』白水社、1998
- 『風の文化誌』雄山閣、1999
- 『信州学セミナー-信州合衆国の歴史と文化』信濃教育出版、2000
- 『信州蕎麦学のすすめ』オフィスEMU、2000
- 『雪国の自然と暮らし-自然とともに』小峰書店、2003
- 『日本の風土食探訪』白水社、2003
- 『信州学大全』信濃毎日新聞社出版局、2004
- 『信州学ダイジェスト-日本の屋根の風土学』ゆにーく、2007
- 『日本列島の風土と文化 著作選集』全4巻　第一企画、2010
- 『信州学テキスト-日本の屋根の風土と文化』第一企画、2012

### 共編著
- （斎藤功と共著）「日本におけるブナ帯農耕文化試論」 地理24（12）、1979
- （小林英一と共著）『県歌・信濃の国』銀河書房、1984
- （斎藤功と共著）『再考 日本の森林文化』日本放送出版協会、1985
- （竹内淳彦と共著）『長野県の地場産業』信濃教育会出版部、1986
- （白坂蕃・山下脩二・小泉武栄と共著）『青潮文化-日本海をめぐる新文化論』古今書院、1997
- （米澤稔秋と共著）『信州りんご文化誌』ゆにーく、2005

### 監修
- 『図解 みんなの産業シリーズ』全12巻　学研、1986
- 『都道府県別みんなの日本地理』全12巻　学研、1987
- 『ビジュアルワイド新日本風土記』全49巻　ぎょうせい、1988
- 『教科書にでてくる社会科地名事典』全8巻　ポプラ社、1988
- 『県別歴史シリーズ 8-30, 40-47』ポプラ社、1988-1991
- 『町とくらしのうつりかわり』全10巻　小峰書店、1992
- 『たのしくわかる日本の産業』全10巻　小峰書店、1993
- 『調べ学習に役立つ社会科データブック』全12巻　小峰書店、1996
- 『ふるさとのくらし日本のまちとむら』全12巻　小峰書店、1997

## その他
- 対馬海流に青潮というニックネームをつけ、青潮文化論を提唱した[8]。